# Jani Sievinen
Jani Nikanor Sievinen (Vihti, 31 maart 1974) is een voormalig topzwemmer uit Finland, gespecialiseerd op de wisselslag, die bij de Europese kampioenschappen langebaan (50 meter) van 1993 in Sheffield zijn eerste 'grote' titel won. 
Een half jaar eerder, bij de post-olympische EK kortebaan in het eigen Espoo, had de Fin al twee gouden medailles gewonnen: op de 50 meter rugslag en op de 100 meter wisselslag. Samen met landgenoot Antti Kasvio zette hij Finland als zwemnatie op de kaart, zeker toen hij de wereldtitel won op de 200 meter wisselslag bij de Wereldkampioenschappen zwemmen van 1994 in Rome.
Sievinen vertegenwoordigde Finland op vier opeenvolgende Olympische Spelen, te beginnen in 1992.